# پاین پلینز (حوزه سرشماری)، نیویورک
پاین پلینز (به انگلیسی: Pine Plains) یک منطقهٔ مسکونی در ایالات متحده آمریکا است که در شهرستان داچس، نیویورک واقع شده‌است. پاین پلینز ۶٫۰ کیلومتر مربع مساحت و ۱٬۳۵۳ نفر جمعیت دارد و ۱۴۳ متر بالاتر از سطح دریا واقع شده‌است.